# Anne-Happy
Anne-Happy (jap. あんハピ♪ Anhapi♪) – manga autorstwa Cotoji, publikowana na łamach magazynu „Manga Time Kirara Forward” wydawnictwa Hōbunsha od grudnia 2012 do listopada 2018. Na jej podstawie studio Silver Link wyprodukowało serial anime, który był emitowany od kwietnia do czerwca 2016.

## Fabuła
Akademia Tennomifune to elitarna szkoła, w której uczniowie uczą się różnych przedmiotów. Wyjątkiem są wychowankowie klasy 1-7, zwanej „klasą szczęścia”, którzy zostali uznani za „nieszczęśników” i muszą spróbować przezwyciężyć własnego pecha oraz odnaleźć szczęście. Fabuła śledzi losy Anne Hanakoizumi, która ma strasznego pecha, oraz jej koleżanek z klasy Ruri, Botan, Hibiki i Ren, które próbują osiągnąć własne szczęście.

## Bohaterowie

### Główni
- Anne Hanakoizumi (jap. 花小泉 杏 Hanakoizumi An)

Seiyū: Yumiri Hanamori 
- Ruri Hibarigaoka (jap. 雲雀丘 瑠璃 Hibarigaoka Ruri)

Seiyū: Haruka Shiraishi 
- Botan Kumegawa (jap. 久米川 牡丹 Kumegawa Botan)

Seiyū: Kiyono Yasuno 
- Hibiki Hagyū (jap. 萩生 響 Hagyū Hibiki)

Seiyū: Haruka Shiraishi 
- Ren Ekoda (jap. 江古田 蓮 Ekoda Ren)

Seiyū: Mayu Yoshioka 

### Pozostali
- Kodaira (jap. 小平)

Seiyū: Yumi Hara 
- Timothy (jap. チモシー Chimoshī)

Seiyū: Chitose Morinaga 
- Tsubaki Sayama (jap. 狭山 椿 Sayama Tsubaki)

Seiyū: Chitose Morinaga 
- Saginomiya (jap. 鷺宮)

Seiyū: Ami Koshimizu 
- Sakura Hanakoizumi (jap. 花小泉 桜 Hanakoizumi Sakura)

Seiyū: Yūko Gibu 
- Dyrektor (jap. 校長 Kōchō)

Seiyū: Hiroshi Naka 

## Manga
Seria ukazywała się w magazynie „Manga Time Kirara Forward” od 24 grudnia 2012 do 24 listopada 2018. Wydawnictwo Hōbunsha zebrało jej rozdziały w 10 tankōbonach, wydawanych od 12 lipca 2013 do 12 stycznia 2019.
| Nr | Data wydania (język japoński) | ISBN (język japoński)  |
| -- | ----------------------------- | ---------------------- |
| 1  | 12 lipca 2013                 | ISBN 978-4-8322-4319-4 |
| 2  | 12 maja 2014                  | ISBN 978-4-8322-4441-2 |
| 3  | 12 grudnia 2014               | ISBN 978-4-8322-4501-3 |
| 4  | 13 lipca 20150                | ISBN 978-4-8322-4587-7 |
| 5  | 12 kwietnia 2016              | ISBN 978-4-8322-4684-3 |
| 6  | 11 czerwca 2016               | ISBN 978-4-8322-4703-1 |
| 7  | 10 lutego 2017                | ISBN 978-4-8322-4803-8 |
| 8  | 9 listopada 2017              | ISBN 978-4-8322-4891-5 |
| 9  | 9 sierpnia 2018               | ISBN 978-4-8322-4969-1 |
| 10 | 12 stycznia 2019              | ISBN 978-4-8322-7058-9 |

## Anime
Na podstawie mangi studio Silver Link wyprodukowało telewizyjny serial anime. Za reżyserię odpowiadał Shin Ōnuma, scenariusz napisał Hitoshi Tanaka, a postacie zaprojektowała Miwa Ōshima. Seria była emitowana od 7 kwietnia a 22 czerwca 2016 w stacjach AT-X, Tokyo MX, Sun TV, KBS Kyoto i BS Fuji. Motywem otwierającym jest „Punch Mind Happiness”, a kończącym „Ashita de ii kara” (jap. 明日でいいから). Oba utwory zostały wykonane przez Happy Clover (Yumiri Hanamori, Haruka Shiraishi, Kiyono Yasuno, Hibiku Yamamura i Mayu Yoshioka). Prawa do streamingu serii nabył Crunchyroll.

### Lista odcinków
| №  | Tytuł | Premiera         |
| -- | --- | ---------------- |
| 1  | An Unfortunate First Day of School Shigatsu nanoka: Fukō na nyūgaku shonichi (4月7日 不幸な入学初日)            | 7 kwietnia 2016  |
| 2  | The High-Tech Physical Exam Shigatsu jū-ichi-nichi: Haiteku na shintai sokutei (4月11日 ハイテクな身体測定)     | 14 kwietnia 2016 |
| 3  | My First Happiness Training Shigatsu ni-jū-hachi-nichi: Hajimete no kōfuku jitsugi (4月28日 はじめての幸福実技) | 21 kwietnia 2016 |
| 4  | A Mysterious Penalty Shigatsu ni-jū-ku-nichi: Nazonazo na batsu gēmu (4月29日 ナゾナゾな罰ゲーム)               | 28 kwietnia 2016 |
| 5  | Getting Lost on the Way to School Gogatsu kokonoka: Maigo no tōkō fūkei (5月9日 迷子の登校風景)                 | 5 maja 2016      |
| 6  | A Field Trip With Everyone Gogatsu san-jū-nichi: Minna de ensoku (5月30日 みんなで遠足)                         | 12 maja 2016     |
| 7  | Visiting Hanako Rokugatsu ni-jū-hachi-nichi: Hanako no omimai (6月28日 はなこのお見舞い)                        | 19 maja 2016     |
| 8  | Fighting Final Exams Shichigatsu jū-ichi-nichi: Tatakau kimatsu shiken (7月11日 戦う 期末試験)                  | 26 maja 2016     |
| 9  | A Stormy Group Lesson Shichigatsu jū-san-nichi: Haran no gōdō jugyō (7月13日 波乱の合同授業)                    | 2 czerwca 2016   |
| 10 | Our Summer Vacation Shichigatsu hatsuka: Watashi-tachi no natsuyasumi (7月20日 私たちの夏休み)                  | 9 czerwca 2016   |
| 11 | A Stormy Outdoor School Hachigatsu jū-hachi-nichi: Arashi no rinkan gakkō (8月18日 嵐の林間学校)                | 16 czerwca 2016  |
| 12 | A Happy Outdoor School Hachigatsu jū-kyū-nichi: Shiawase na rinkan gakkō (8月19日 幸せな林間学校)               | 23 czerwca 2016  |